# 塔塔邁勞山
塔塔邁勞山是東帝汶最高的山峰，位於埃爾梅拉區，距離首都帝力約70公里，海拔高度2,963米。它除了是帝汶島的最高點外，也是所有前葡萄牙殖民地的最高點。

## 环境
在80年代初山被森林广泛地覆盖，并被国际鸟盟作为一个重要鸟类保护区，因为它有多种地方和范围的鸟类。从那时起，已经有相当改变环境以非常自然的小树木覆盖剩余。毁林放牧已经离开原始森林只有几个补丁，主要是附近的山嵴。较低的山坡，主要是草盖，有特点的桉树再生的斜坡上。